# 헤파린 유도 저혈소판증

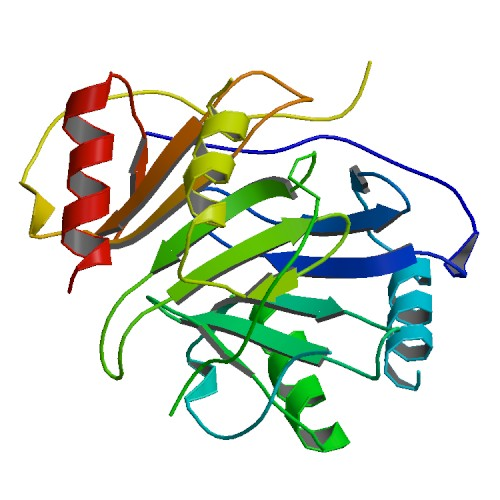

헤파린 유도 저혈소판증(영어: heparin-induced thrombocytopenia)은 다양한 형태의 헤파린(항응고제)의 투여로 인해 낮은 혈소판 수를 보이는 혈소판감소증의 발전된 증상으로, 혈전증의 모습을 보인다.
혈소판 수의 계수를 실패할 경우 특정 혈액 검사를 통해 확인이 가능하다.
헤파린이 1930년대에 발견되었지만 헤파린 유도 저혈소판증은 1960년대가 넘어서야 보고되기 시작했다.

## 같이 보기
- 헤파린